# Карипиево имение
Карипиевото имение (на гръцки: Καρίπειο Μέλαθρο, катаревуса Καρίπειον Μέλαθρον, Карипион Мелатрон) е историческа сграда в Солун, Гърция. Сградата е един от най-забележителните примери за традиционна архитектура в града.

## Местоположение
Имението е разположено в Горния град, на кръстовището на улиците „Олимпиада“ и „Филипос Драгумис“.

## История
Сградата е построена през 1870 - 1880 година и според някои мнения е дело на архитекта Виталиано Позели. Собственост е на Абдурахман бей, син на Сюлейман и е седалище на солунския валия. През Балканските войни сградата се запалва, но огънят е овладян в приземния егаж. става собственост на гръцката държава. През 1928 година сградата е закупена за 425 000 драхми от търговеца на мебели С. Нотаридис и във фасадата са направени многобройни модификации. От наследника на Нотаридис сградата става собственост на лекаря Александрос Карипис. По негова инициатива 4-та ефория за съвременни паметници на Министерството на културата изготвя проект и осъществява реставрация на сградата. В нея до 2019 година е настанен Институтът за национални и религиозни изследвания, а след това офисът на архитектурната къща „Ърбън Соул“, която прави реставрация на интериора.
През 1980 година сградата е обявена за национален паметник на културата.

## Архитектура
Сградата е триетажна къща с двор, седем стаи и две рецепции. Тя е единственият тип с кръстосан покрив в Солун. Особен интерес представляват отделните морфологични елементи, като фалшивите пиластри с коринтски капители в ъглите на сградата и чардкът, украсените метални корнизи и декоративните розетки по фасадите. Интериорът е богато украсен. Стените имат декорация в два слоя. Първият слой се състои от линейни ленти, които опасват всяка страна на стаята, докато в четирите ъгъла на правоъгълника се има растителна тема. В долната зона на стаите декорацията е различна. Използват се различни нюанси на основния цвят. Вторият слой украса се характеризира с влиянието на ар нуво и вероятно е изпълнен при смяната на собствеността в края на 20-те години на XX век. Той представлява растителни обекти, обрамчени от спирали и извити форми. Интересна са и таванните изображения. Изпълнение на детайлите, спиралите, цветята и извивките са изпълнени с висока естетика.